# 公議所
公議所（こうぎしょ）は、明治初期に設けられた日本の立法諮問機関。

## 概要
1869年4月18日（明治2年3月7日）開所。各藩と諸学校から選ばれた公務人（8月20日に公議人と改称）で構成され、議案提出権を有した。議長は高鍋藩出身の秋月種樹。議長代行が薩摩藩出身の森有礼。副議長に旧幕臣の神田孝平。
公務人（公議人）は、政府各官から各1名、付属の諸学校より覚1名、府県代表は無く、各藩より1名が代表として送られ、19部門に分かれて審議を行った。任期は4年で2年ごとの半数改選とされていた。
存続したのは数ヶ月という短い期間であったが、切腹、帯刀、人身売買、穢多非人などの制度の廃止といった開明的な議案が多く出されており近年再評価されている。公議所は武士・庶民から議案を集めたが、議論が紛糾し建設的な結論が出ないことも多く、新政府は公議所を廃止している。
1869年（明治2年）、郡県制導入の是非についての諮問に対して半数弱の議員の署名による両論折衷の答申が出てきたことがきっかけで中央集権派の大久保利通が「公議所無用論」を唱え、問題が版籍奉還という形で一旦落ち着いた明治2年7月8日（1869年8月15日）に公議所は権限の縮小された集議院に改組された。
なお、公議とは当時討幕派・佐幕派問わずに広く唱えられた公議政体論に由来すると考えられており、明治政府と戊辰戦争で敵対した奥羽越列藩同盟の諸藩代表による議事機関にも公議所（白石城に設置）の名称が用いられている。

### 歴代議長一覧
| 代 | 氏名     | 在任期間                                                         |
| -- | -------- | ---------------------------------------------------------------- |
| 1  | 秋月種樹 | 1869年4月18日（明治2年3月7日） - 1869年5月30日（明治2年4月19日） |
| 2  | 大原重実 | 1869年6月3日（明治2年4月23日） - 1869年8月15日（明治2年7月8日）  |

## 参考資料
- 藤井新一, 「明治初年に於ける議会政治」『法学論集』 1, 5-27, 1964-11-01, 駒澤大学, NAID 110000213095
  - 「明治初年に於ける議会政治論」『法学論集1』 p.5-27, 1964年, 駒澤大学法学会, NCID AN00224683